# 北アメリカ北東岸の襲撃 (1745年)
北アメリカ東海岸の襲撃（英語: Northeast Coast Campaign）は、ジョージ王戦争中の1745年7月19日から、9月5日にかけて行われたニューイングランドへの襲撃である。1745年のルイブールの戦いの3週間後に、アカディアのワベナキ連邦諸族が、アカディアとニューイングランドの境界であるケネベック川下流の、イングランド人入植地に報復として攻撃を仕掛けたもので、現在のメイン州のベーウィックとトマストンに、2か月で11回の襲撃がなされ、海岸に沿ったすべての集落が攻撃を受けた。このうち、最も重要な集落はカスコ（Casco、ファルモス（Falmouth）やポートランド（Portland）とも）であった。

## 歴史的背景

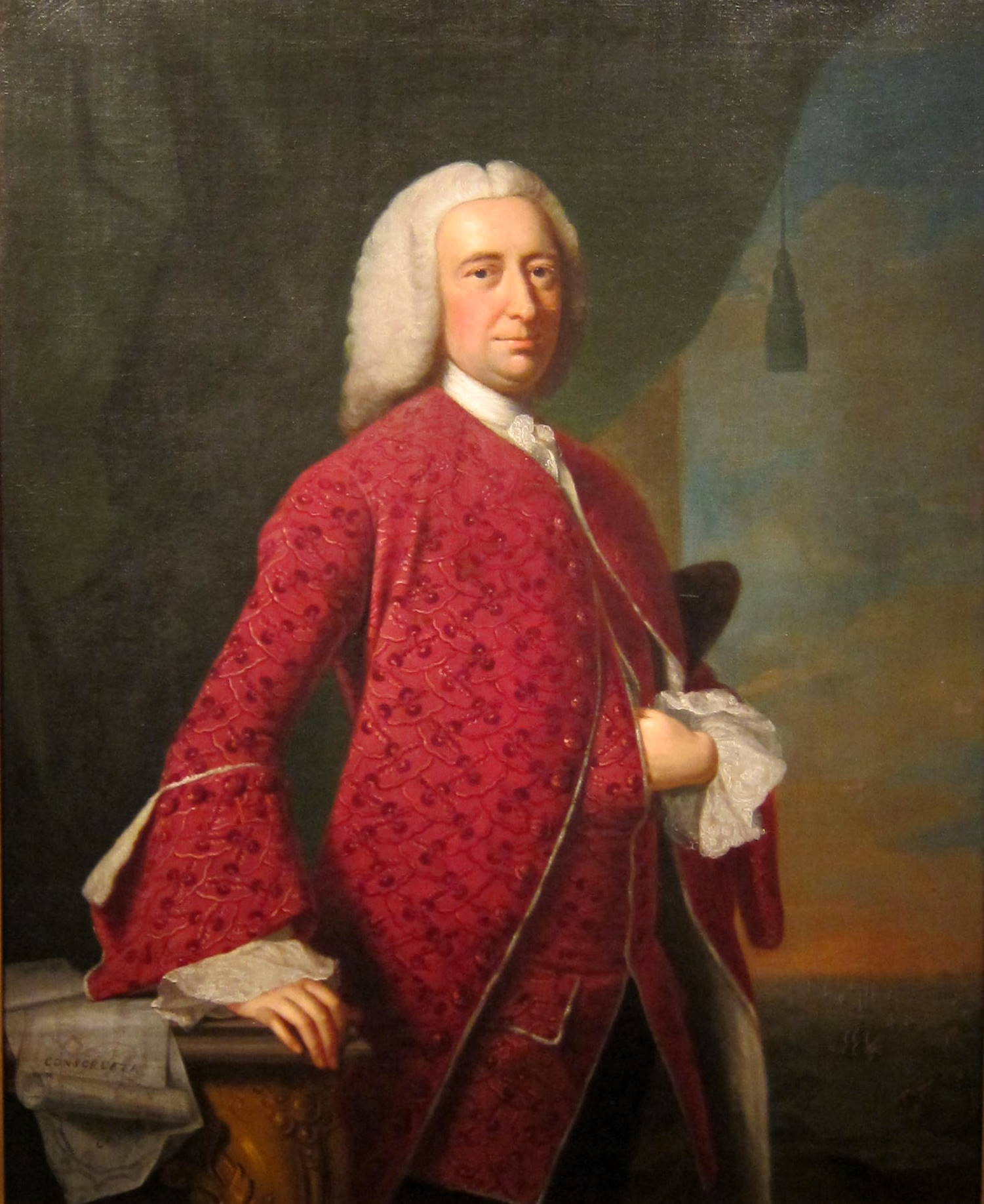
アカディア総督ウィリアム・シャーリー

1744年のアナポリスロイヤルへの2度の攻撃の後、アカディア総督のウィリアム・シャーリーは10月20日にこの戦いでフランス側についたペノブスコビー、ミクマク、マリシートの諸族に寛大な措置を与えた。しかし翌1745年の8月23日、シャーリーはやはりワベナキ連邦であるペノブスコット族とケネベック族に宣戦布告した。同年6月に終わったルイブールの戦いへの報復として、ペノブスコット族とケネベック族が、ニューイングランドとの国境を攻撃したためだった。
この襲撃に対してニューイングランドは、アカディア国境に沿って築かれた砦の駐屯隊で応戦し、前線部隊450人に防衛を命じた。攻撃が始まって以来、175人が新たに加わって、駐屯兵たちはその数を増していた。マサチューセッツ湾直轄植民地は、アカディアとの国境に沿って砦を築いていった：ブランズウィックにジョージ砦を築き（1715年）、トマストンにはセントジョージ砦を築き、リッチモンドにはリッチモンド砦を築いた（1721年）。また、ペマキド（現メイン州ブリストル）にもフレデリック砦ができた。

## 襲撃

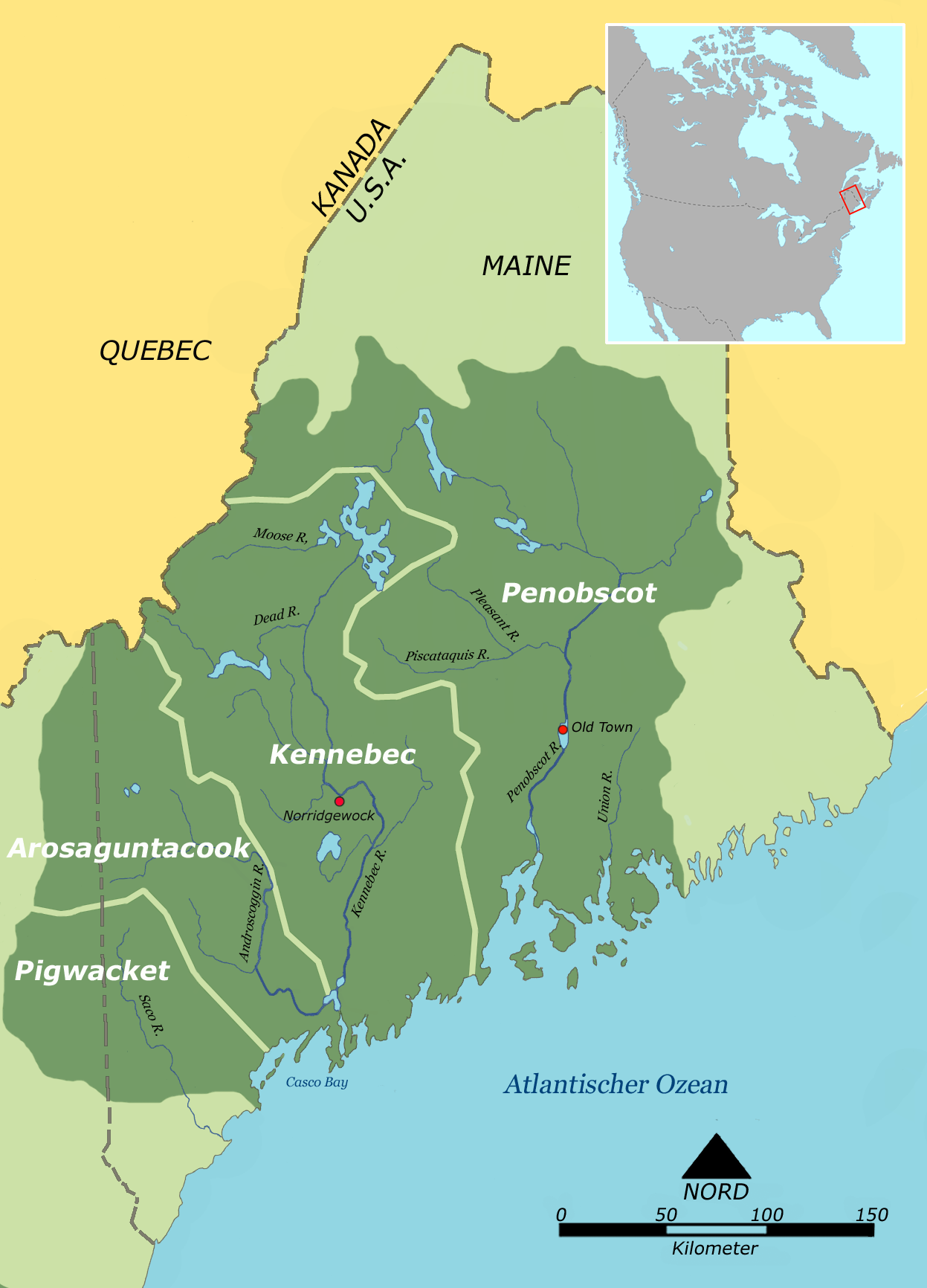
ニューイングランドのアベナキ同盟東部の諸族

1745年の7月19日に、ノバスコシアで襲撃作戦が開始され、ノバスコシアからのミクマク族、マリシート族とサンフランソワ（セントフランシス）から来たインディアンたちとが、セントジョージとニューカッスルを攻撃して、多くの家や建物に火をつけ、牛を殺し、1人の住民を捕虜とした。サコでは住民を1人殺害した 。時を同じくして、ペノブスコット族とノリッジウォック族はペマキドのフレデリック砦を攻撃した。ここで女が1人捕虜となったが、叫び声に駐屯隊が気づき、彼女は逃亡した。同月、彼らはトップシャムで少年を、ニューメドウズで男性を1人殺した。また、ワベナキ連邦の兵士30人がノース・ヤーマスを襲撃した際に、男を1人殺している。フライングポイントではある家族の3人を殺し、その家の娘を捕虜としてカナダへ連れ去った。この時の襲撃では、他に男を1人殺し、1人が逃げている間にもう1人を捕虜とした。インディアンたちはその後、再びトマストンのセントジョージ砦を襲って、数人を殺したほか、3人を捕虜とした。この砦の近くでも女性が2人つかまり、1人は逃げたが、1人は捕虜となってカナダに連れ去られた。スカボローでも男が1人殺され、シープスコットでは2人が殺されて1人が負傷した。9月5日に、ワベナキ連邦の諸族は3度目のトマストン（セントジョージ）襲撃を行い、2人を殺して頭皮を剥いだ。

## その後
この一連の襲撃への報復として、シャーリーはその冬、翌年春のワベナキ連邦の作戦を見越して、より多くの部隊と弾薬とをメインとアカディアの国境に派遣した。そして、ワベナキ連邦からの襲撃は1746年には9回、1747年には12回おこった。